# Antonius van Torre
Antonius van Torre (Aalst, 1615 – Kortrijk, 1679) was een Zuid-Nederlands jezuïet en pedagogisch schrijver.

## Levensloop
Van Torre volgde de humaniora aan het Sint-Jozefscollege in Aalst, geleid door de jezuïeten. 
Hij trad in 1632 zelf in bij de Jezuïetenorde en bracht het grootste deel van zijn actief leven door aan ditzelfde college, als leraar gedurende 14 jaar en als studieprefect gedurende 22 jaar.
Hij schreef onder meer een handboek Dialogi familiares, om makkelijk Latijn te leren. Het genoot veel bijval en werd vaak herdrukt, het laatst op het einde van de negentiende eeuw.
Zijn medebroeder Petrus van Wervik schreef een toneelstuk, Xenophon, dat hij aan Van Torre opdroeg en dat in het Sint-Jozefscollege werd opgevoerd. Op ludieke wijze werden hierin allerhande bijzonderheden over het collegeleven ten tonele gevoerd.

## Publicatie
- Dialogi familiares litterarum tironibus in pietatis, scholae, ludorum exercitationes utiles & necessarii, Antwerpen, 1657.